# Curuçá
Curuçá é um município brasileiro do estado do Pará, pertencente à mesorregião do Marajó e sede da microrregião de Salgado. Localiza-se no norte brasileiro na zona fisiográfica do Salgado, a uma latitude 00º43'44" sul e longitude 47º50'53" oeste (0° 43′ 44″ S, 47° 50′ 53″ O).

## Etimologia
Segundo historiadores, a origem do nome é controversa e possui várias versões. A versão mais aceita é a que "Curuçá" vem do tupi, e significa lugar em que há seixos ou cascalhos.
Correntes de historiadores curuçaenses também sustentam que a partir da palavra tupi kuara que pode ser traduzido para o português como buraco, furo, e do sufixo tupi uça que seria uma designação pela fartura de caranguejo-uçá (Ucides cordatus cordatus). Assim, ter-se-ia um nome por justaposição de kûara e uça que ter-se-ia como uma corruptela do Tupi, na Língua Geral Amazônica (LGA) e teria uma pronúncia próxima da atual Cruçá ou Curuçá, por tanto ter-se-ia o nome com o sentido de "furo do Caranguejo".

## Cultura
Conhecida como "Terra do Folclore" ou "Cidade do Folclore", Curuçá possui forte influência indígena à suas lendas. A influência é tão grande que se foi dedicado um festival que ocorre todos os anos chamado "Festival do Folclore".

## Turismo
A cidade de Curuçá possui grandes atrativos naturais como os igarapés e praias, também se destaca pelo seu carnaval com o famoso bloco 'Pretinhos do Mangue' que sai às ruas da cidade no domingo e terça-feira de carnaval, e no mês de julho durante o terceiro fim de semana quando ocorre o festival do folclore.